# Lytro

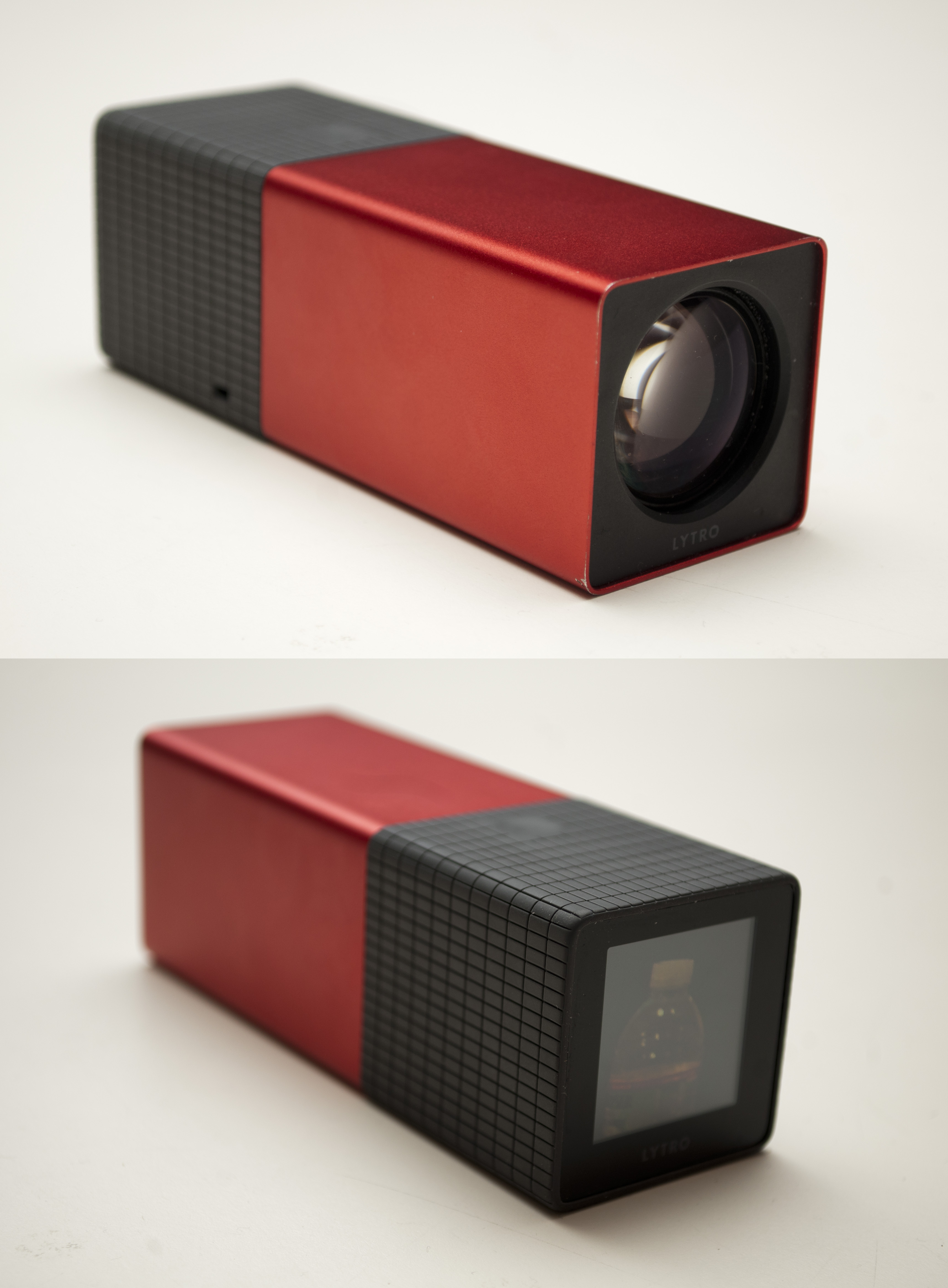
第1世代機。前面（レンズ側）と背面

Lytro（ライトロ）は、ライトフィールドカメラという、後から焦点合わせができる写真を撮影できるカメラを一般消費者向けに開発・販売する企業およびそのブランドである。
スタンフォード大学のライトフィールド撮影技術の研究者であったレン・ンが、2006年に米カリフォルニア州で Refocus Imaging という名前で設立し、2011年春頃にLytroと改称した。第1号の製品は2011年10月に発売を発表し、2012年2月末から出荷された。続いて第2世代機Illumを発表・発売した。
ライトフィールドカメラについての詳細は別節とする。同様ないし類似のメカニズムのライトフィールドカメラはRaytrixなど工業用カメラが他にもあるが、一般消費者を対象とした製品を開発・広告・販売したのはLytroが初だった。

## 製品・仕様など

### Lytro Illum
- 発売：2014年7月[1]
- 形状(重量)：86mm x 145mm x 166mm (940g)
- レンズ：30mm - 250mm 光学8倍ズーム、全域F値2.0

### 第1世代
- 発売：2012年2月
- 形状(重量)：44mm x 41mm x 112mm (214g)
- レンズ,絞り：8倍光学ズーム f/2
- 容量：8GBと16GBの2種類[2]

### Lytro Cinema
- 発売：2016年

映画撮影用のライトフィールドカメラで755メガピクセル(7億5500万画素)のセンサを備え、最高300fpsの高速度撮影に対応する。

## ライトフィールドカメラ
2つのカメラを使用して遠近情報を持ったステレオ画像が生成できることは直感的に理解される。この原理を拡張し、縦横に配置した多数のカメラ群を使用することで、より精密な3次元空間情報を持つデータを取得するのがライトフィールド技術である。撮影された生データの見かけは単なる複眼写真であるが、これにライトフィールド理論による演算処理を行うことで、任意の位置にピントや視点を変えられる画像が生成される。
複数のカメラ群の代わりに、一つの主レンズとセンサの間に複眼状のミニレンズ群を配置することで同様の効果を得ている。しかし、ミニレンズ（＝解像度）を増やすほど一つのミニレンズ当たりのセンサ画素数（＝3次元情報）が少なくなるというトレードオフがあり、1000万画素のセンサから得られる画像が100万ピクセル程度に留まっている。
Lytroの他にも製品はあるが、一般消費者を対象とした製品を開発・広告・販売したのはLytroが初であった。
合焦が不要な画期的なカメラで測域センサとしても使用できるため、一時期は普及するかに見えたが、実際には限定的な状態に留まり、Lytro社は新規の開発を終了した。

## 保有特許
- アメリカ合衆国特許第D666,660号
- アメリカ合衆国特許第 9,077,901号
- アメリカ合衆国特許第 9,172,853号
- アメリカ合衆国特許第 9,184,199号
- アメリカ合衆国特許第 9,305,956号
- アメリカ合衆国特許第 9,411,122号
- アメリカ合衆国特許第 9,419,049号
- アメリカ合衆国特許第 20,160,253,837号
- アメリカ合衆国特許第 20,170,256,036号
- アメリカ合衆国特許第 20,170,332,000号

他多数